# Jack Bender
Jack Bender (Los Angeles, 25 settembre 1949) è un regista statunitense, che lavora prevalentemente in ambito televisivo.
Bender è stato produttore esecutivo e regista della serie televisiva Lost. Occasionalmente ha lavorato come attore [i.e. Colombo (Columbo), 3x5 "Un killer venuto dal Vietnam" (1974)]

## Biografia
Dopo aver studiato alla University of Southern California, inizia la sua carriera nei primi anni settanta lavorando come attore, partecipa ai film Un papero da un milione di dollari (1971) e Spruzza, sparisci e spara (1972). Il suo debutto come regista avviene alla fine degli anni settanta dirigendo numerosi episodi de La famiglia Bradford e Falcon Crest.
Dopo aver diretto numerosi film televisivi, come La moglie di mio fratello, Terapia di gruppo, Il sognatore di Oz e L'amica del cuore, dirige il suo primo film cinematografico, La bambola assassina 3 (1991). Torna a lavorare per la televisione e sempre nel 1991 dirige l'episodio Buon Natale Cicely della terza stagioni di Un medico tra gli orsi, per il quale ottiene la sua prima candidatura al Premio Emmy per la miglior regia.
Negli anni dirige episodi delle più note serie televisive, Beverly Hills 90210, Profiler - Intuizioni mortali, Felicity, Giudice Amy, Alias e I Soprano. Dal 2004 Bender è produttore esecutivo e regista della serie televisiva Lost, ha diretto numerosi episodi, tra cui Attraverso lo specchio, per il quale è stato nominato ai Premi Emmy 2007 per la miglior regia.
Lavora come regista per la serie From di cui ha diretto parte degli episodi e come regista e produttore esecutivo per le serie televisive Under the Dome e The Last Ship.

### Vita privata
Sposato con Laura Owens, ha due figlie: Hannah Owens-Bender e Sophie Owens-Bender.